# マリタ・コッホ
マリタ・コッホ（Marita Koch,1957年2月18日 - ）は、1970年代後半から1980年代前半にかけて活躍した、東ドイツの女子陸上競技短距離走選手。活躍期間の長さと記録の傑出度から、史上最高の女性スプリンターとの呼び声が高い。女子400mの世界記録保持者で、その記録47秒60は永遠に破られないとも言われる。コッホは屋外世界記録を計16回、室内世界記録を計14回も更新している。
1977年にイタリア・ミラノで行われた室内のレースで、400mを51秒8で走り自身初の世界記録（室内）を樹立する。1979年には200mで女性で初めて22秒の壁を破った。
1980年モスクワオリンピックでは400mで金メダル、1600mRで銀メダルを獲得。また、1983年の世界陸上では、3つの金メダルを獲得する大活躍を見せた。
自己ベストは、400mを始めとして、後述の通りいずれも驚異的なものである。ただし、当時の東ドイツは組織的ドーピングが盛んであったため（正反対にドーピングを見抜く技術が低かった）、突出したパフォーマンスを発揮したコッホにも薬物疑惑がつきまとっている。

## 自己ベスト

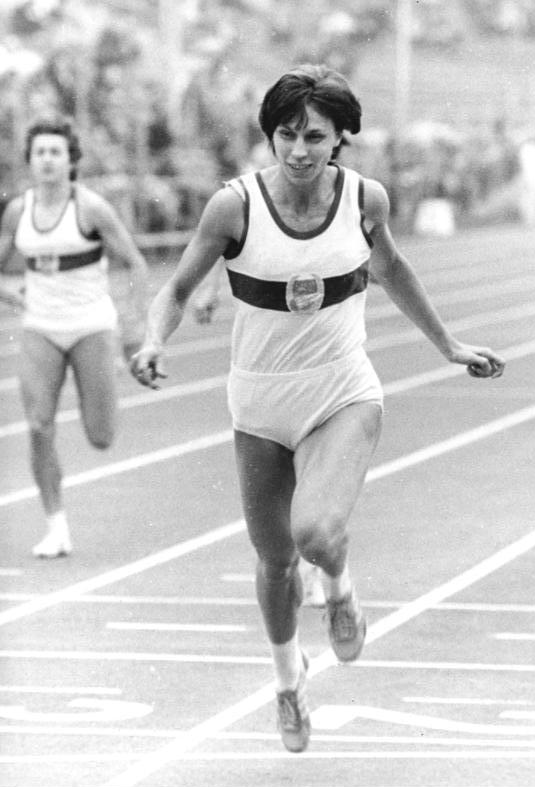
Marita Koch (1980).

- 100m　10秒83　（1983年6月8日）
- 200m　21秒71　（1979年6月10日・1984年7月21日、世界歴代5位）
- 400m　47秒60　（1985年10月6日、世界記録）

100mは、マルリース・ゲール（東ドイツ）の10秒81に次いで当時の世界歴代2位で、200mは女性では史上初めて200mで22秒を切るというものであった（当時の200mの世界記録は、コッホ自身が保持していた22秒02）。また400mでは通算して7度も世界記録を更新している。特に47秒60をマークした時には、2位のオルガ・ブリズギナ（ソ連）以外の選手を完全に振り切り、3位以下の選手に3秒近い大差をつけての優勝であった。

## 主な成績
| 年   | 大会                       | 場所                         | 種目 | 結果 | 記録   |
| ---- | -------------------------- | ---------------------------- | ---- | ---- | ------ |
| 1979 | IAAF陸上ワールドカップ     | モントリオール（カナダ）     | 400m | 1位  | 48秒97 |
| 1980 | オリンピック               | モスクワ（ロシア）           | 400m | 1位  | 48秒88 |
| 1983 | 世界陸上競技選手権大会     | ヘルシンキ（フィンランド）   | 100m | 2位  | 11秒02 |
| 1983 | 世界陸上競技選手権大会     | ヘルシンキ（フィンランド）   | 200m | 1位  | 22秒13 |
| 1985 | 世界室内陸上競技選手権大会 | パリ（フランス）             | 200m | 1位  | 23秒09 |
| 1985 | IAAF陸上ワールドカップ     | キャンベラ（オーストラリア） | 200m | 1位  | 21秒90 |
| 1985 | IAAF陸上ワールドカップ     | キャンベラ（オーストラリア） | 400m | 1位  | 47秒60 |
| 1986 | IAAFグランプリファイナル   | ローマ（イタリア）           | 400m | 1位  | 49秒17 |